# Casuarius unappendiculatus
El casuario unicarunculado o de Salavati (Casuarius unappendiculatus) es una especie de ave estrutioniforme de la familia Casuariidae endémica del norte de Nueva Guinea. No se conocen subespecies.